# Isuna Hasekura
 (octobre 2019).
支倉 凍砂
Œuvres principales
- Spice and Wolf
- Billionnaire Girl
- World End Economica

Isuna Hasekura (支倉 凍砂, Hasekura Isuna) est un auteur japonais de light novels. Il est connu pour être l'auteur de Spice and Wolf, illustré par Jū Ayakura.

## Biographie
En 2005, Isuna Hasekura a soumis le premier tome de Spice and Wolf lors de la douzième édition du Grand prix du roman Dengeki, et remporte le Prix d'Argent.